# Tommaso Currò
Tommaso Currò (Milazzo, 3 settembre 1973) è un politico italiano.

## Biografia
Nato a Milazzo nel 1973, si è trasferito a Catania nel 2002, dove lavora come tecnico di laboratorio.
È laureato in Fisica ed ha frequentato la SSIS per l'abilitazione all'insegnamento della fisica e della matematica nelle scuole superiori.

### Attività politica
Si avvicina al Movimento 5 Stelle in occasione della campagna a favore dei referendum abrogativi del 2011. È stato candidato senza essere eletto alle elezioni regionali siciliane del 2012.
Alle elezioni politiche del 2013 viene eletto deputato nella circoscrizione Sicilia 2. A febbraio 2014 è stato oggetto di un provvedimento disciplinare da parte del movimento, che lo accusa di aver fatto approvare un emendamento localistico alla legge di stabilità per soli motivi elettorali. A seguito dei risultati delle elezioni europee del 2014 ha rilasciato un'intervista a L'Espresso in cui ha chiesto le dimissioni di Casaleggio e Grillo, che ha risposto definendo Currò un "miracolato della politica".
Esce dal Movimento 5 Stelle il 16 dicembre 2014 aderendo al gruppo misto, durante il discorso di dimissioni dal Movimento in aula lancia un appello ai grillini di collaborare con il governo Renzi.
Dopo tre mesi e mezzo di permanenza nel gruppo misto, il 1º aprile 2015 viene comunicata dalla presidente della Camera Laura Boldrini la sua adesione ufficiale al Partito Democratico e dunque il suo ingresso nella maggioranza di governo.. Non è candidato alle elezioni politiche del 2018, ma rimane comunque attivo politicamente, facendo campagna per l'elezione di Giorgio Gori alle regionali lombarde dello stesso anno. Successivamente ha lasciato il PD.